# Этельберт Истрийский
Этельберт Истрийский (Этельберт Кентский; англ. Æthelbert; убит между 640 и 670) — раннехристианский мученик, святой Римско-католической церкви. Брат мученика Этельреда Истрийского. Память 17 октября (по григорианскому календарю).

## Биография
Святые Этельберт (англ. Æthelbert; варианты написания Ethelbert, Aedilberct, Ethelbricht) и Этельред, дети Эрменреда и правнуки святого Этельберта Кентского, были злодейски убиты между 640 и 670 годами неким Тунором (англ. Thunor), канцлером короля Эгберта Кентского, в местечке Истри, что неподалёку от города Сэндвича. Причина убийства — страх только вступившего на престол Эгберта о притязаниях братьев на корону.
Впоследствии король Эгберт, осознав свою ответственность за это убийство, основал в знак раскаяния монастырь в Минстере. Сестра короля, святая Эрменбурга (память 19 ноября), стала первой настоятельницей в этом монастыре. Святой Беда Достопочтенный в своих сочинениях этих святых не упоминал. Впоследствии мощи братьев-мучеников были перенесены в местечко Вейкринг, в графстве Эссекс. Окончательно их мощи в монастырь Рамсей (Ramsey), что в Хантингдоншире перенёс святой Освальд (память 28 февраля), где их почитают особо.
Святых изображают как братьев королевской крови, иногда со шпагами. Их также почитают в Кентербери.